# Ostreola conchaphila
Ostreola conchaphila är en musselart som först beskrevs av Carpenter 1857.  Ostreola conchaphila ingår i släktet Ostreola och familjen ostron. Inga underarter finns listade i Catalogue of Life.